# Campeonato Mundial de Ciclismo em Pista de 1894
O Campeonato Mundial ICA de Ciclismo em Pista de 1894 foi realizado em Antuérpia, na Bélgica, entre 12 e 13 de agosto. Foram competidas três provas de amadores masculinos: velocidade individual, motor-paced e corrida de 10 km, atualmente classificada como corrida de scratch.

## Sumário de medalhas

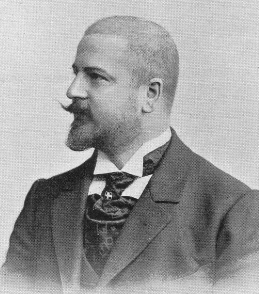
August Lehr, campeão mundial de velocidade

| Eventos amadores masculinos |                           |                           |                                   |
| Velocidade individual       | August Lehr · Alemanha    | Jaap Eden · Países Baixos | William Broadbridge · Reino Unido |
| Motor-paced                 | Wilhelm Henie · Noruega   | Jack Green · Reino Unido  | Jan Van Oolen · Bélgica           |
| 10 km                       | Jaap Eden · Países Baixos | John Green · Reino Unido  | Tommy Osborne · Reino Unido       |

## Quadro de medalhas
| Ordem | País          | Medalha de ouro | Medalha de prata | Medalha de bronze | Total |
| ----- | ------------- | --------------- | ---------------- | ----------------- | ----- |
| 1     | Países Baixos | 1               | 1                | 0                 | 2     |
| 2     | Alemanha      | 1               | 0                | 0                 | 1     |
| 2     | Noruega       | 1               | 0                | 0                 | 1     |
| 4     | Reino Unido   | 0               | 2                | 2                 | 4     |
| 5     | Bélgica       | 0               | 0                | 1                 | 1     |
| Total | Total         | 3               | 3                | 3                 | 9     |